# Karol Krawczyński
Karol Krawczyński (ur. 23 lipca 1915 w Cekanowie, zm. 13 lutego 1988 w Płocku) – sierżant pilot Wojska Polskiego, pilot myśliwski Polskich Sił Powietrznych na obczyźnie, starszy sierżant (ang. Flight Sergeant) Królewskich Sił Powietrznych.

## Życiorys
W kampanii wrześniowej plutonowy Krawczyński walczył na PZL P-11c w ramach 112. eskadry myśliwskiej. Prawdopodobnie wtedy strącił Dorniera
Przez Rumunię ewakuował się do Francji. Podczas walk we Francji zestrzelił na pewno jeden samolot.
Po ewakuacji do Wielkiej Brytanii został skierowany do dywizjonu 303 (numer służbowy P-793449). Jednak ze względu na stan zdrowia został skierowany na badania i nie brał udziału w bitwie o Anglię.
Po wojnie w 1949 roku wyemigrował do Argentyny. Zmarł 13 lutego 1988 roku w wieku 72 lat i został pochowany na cmentarzu w Platanos (Berazategui).

## Zwycięstwa powietrzne
Na liście Bajana sklasyfikowany został na 273. pozycji z 1 samolotem Luftwaffe zestrzelonym na pewno.
zestrzelenia pewne:
- He 111 – 10 czerwca 1940[5]

## Odznaczenia
- Krzyż Walecznych[3]
- Medal Lotniczy – dwukrotnie
- Srebrny Krzyż Zasługi z Mieczami